# Vicente Armesto Hernández
Vicente Armesto Hernández (Madrid, 22 de gener de 1801 – Madrid, 1866) va ser un hacendista i polític espanyol, ministre durant el regnat d'Isabel II d'Espanya

## Biografia
Fill d'un comptador en la Contaduría Major de Comptes, hi va ingressar en 1819, i va cursar estudis en el Seminari de Nobles. Després d'estar destinat a Santiago de Compostel·la; a partir de 1834 va ocupar plaça d'oficial en la Subdelegació de Foment de Girona, per passar en 1836 a la de Salamanca. En 1838 era oficial segon del Tribunal Major de Comptes. Entre el 19 i el 20 d'octubre, al curtíssim govern del comte de Clonard va ser el seu ministre d'Hisenda.